# Frane Bulić

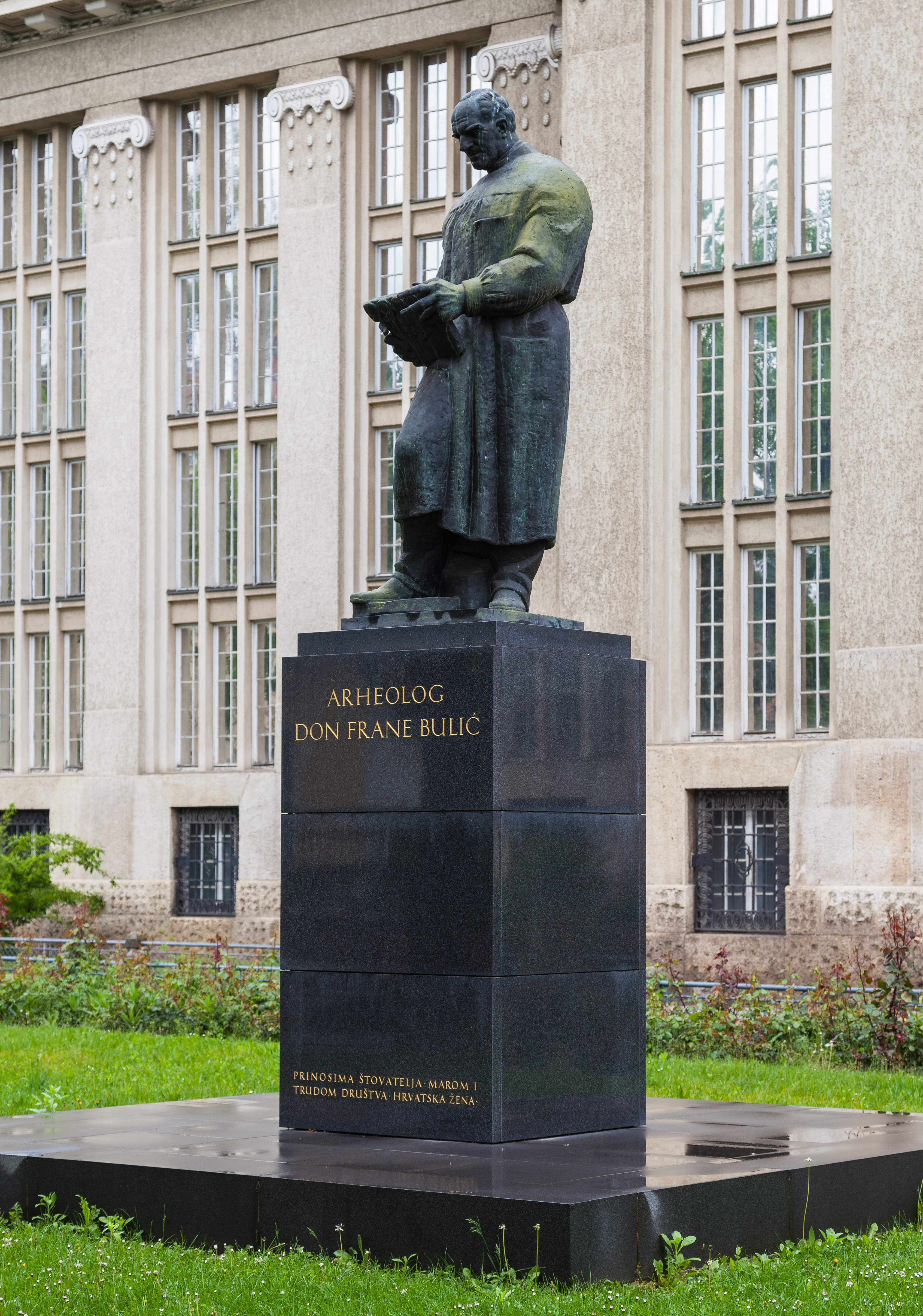
Statue von Frane Bulić vor dem Staatsarchiv in Zagreb

Frane Bulić (* 4. Oktober 1846 in Vranjic (heute zur Gemeinde Solin gehörend); † 29. Juli 1934 in Zagreb) war ein kroatischer Archäologe, Historiker und katholischer Priester.

## Leben
Frane (auch Franz) Bulić wurde 1846 im Spliter Vorort Vranjic geboren. Er studierte zuerst Theologie am Priesterseminar Zadar, mit Priesterweihe 1869, und direkt anschließend von 1870 bis 1873 Klassische Philologie und Archäologie an der Universität Wien, u. a. bei Alexander Conze. 1873 wurde er Lehrer für klassische Sprachen am Gymnasium Split, und im Jahr darauf in Dubrovnik. Als 30-Jähriger kehrte Bulić 1877 zurück nach Wien, und studierte antike Epigraphik u. a. bei Otto Benndorf und Otto Hirschfeld. Während der 1880er Jahre pflegte Bulić Kontakt mit dem italienischen Epigraphiker Giovanni Battista de Rossi und besuchte diesen mehrmals in Rom. 
1880 wurde er ehrenamtlicher Bezirkskonservator der Wiener k.k. Zentral-Kommission für Denkmalpflege und 1883 Direktor des später nach ihm benannten Erzbischöflichen Klassischen Gymnasium Split, sowie des k.k. Archäologischen Museums Split (bis 1926). Bulić leitete ab diesem Zeitpunkt auch die archäologischen Grabungen in Salona und holte 1894 den Archäologischen Weltkongreß nach Split. Für die darauffolgenden Jahrzehnte galt er in Dalmatien als eine Instanz zu archäologischen Fragen. Er veröffentlichte unter anderem Berichte zu seinen Arbeiten über die archäologischen Ausgrabungsstätten in Salona und den Diokletianpalast in Split. Fortan auch im Dalmatinischen Landtag und dem Österreichischen Abgeordnetenhaus in den Reihen der kroatischen Nationalpartei (HNS), erarbeitete Bulić zusammen mit Alois Hauser und dem k.k. Innenministerium zwischen 1902 und 1903 einen Entwurf eines „Gesetzes zur Sicherung des Diocletianischen Palastes“. Bulić starb 1934 im Alter von 87 Jahren in Zagreb.

## Werk

### Veröffentlichungen (Auswahl)
- 1885: Salona: Colonia Martia Julia Salonae, A. Zannoni, Split
- 1888: Hrvatski spomenici u kninskoj okolici uz ostale suvremene dalmatinske iz doba narodne hrvatske dinastije, L. Hartman, Kugli & Deutsch, Zagreb
- 1916: L’imperatore Diocleziano, Narodna Tiskara, Split
- 1926: Der altchristliche Friedhof Manastirine, Österreichische Staatsdruckerei, Wien (mit Rudolf Egger)
- 1928: Stopama hrvatskih narodnih vladara, Društvo Sv. Jeronima, Zagreb (mit Lovre Katić)
- 1929: Kaiser Diokletians-Palast in Split, Matica Hrvatska, Zagreb (mit Ljubo Karaman)
- 1969: Die Donatus-Kirche in Zadar, Hammerschmied, Freiburg (mit Alois Hauser u. Albert Anton Lehr)

## Ehrungen
- 1908: Komtur 2. Klasse des Albrechts-Ordens
- 1926: Ehrendoktorwürde der Universität Zagreb
- 1926: Ehrenbürger von Zagreb